# ホンダ・シルクロード
シルクロード（SILK ROAD） は、かつて本田技研工業が製造販売していたオートバイである。

## 概要
1981年3月13日発表、同月14日発売。型式名L250S。輸出名称CT250S。いわゆるデュアルパーパスモデルであるが、オフロードでの走破性を重視したタイプではなく、オン-オフ問わず扱いやすさや積載性を重視したツーリング指向を高めた軽二輪（普通自動二輪車）である。
- 本田技研工業は本モデルと同年にリリースされたCT110[2]・TL125Sイーハトーブ[3]に対してトレッキング バイク[注 2]としてカテゴライズ。オートバイによる雄大な自然をゆったりとツーリングする新しい楽しみ方を提唱した。

車名は、シルクロードのもつ壮大な夢とロマンにあやかったものである。
1984年に製造中止。製造担当 浜松製作所

## 車両解説
本モデルは1980年から製造されていたロードスポーツCB250RSをベースに、エンジン、車輪、サスペンション、ブレーキ、タンク、シートなどの部品を変更する事によりトレッキングバイクCT250Sとして派生させた車両であり、エンジンは型式名から判るように1978年から発売されていたXL250SのL250SE型排気量248ccの空冷4ストローク4バルブSOHC単気筒エンジンをベースとしてCT250S専用設計とされたものが搭載されている。車体型式としてはXL250Sと同系列であるが、CT250Sのフレーム及びスイングアーム形状はベース車両のCB250RSのものと酷似しており、トレールモデルとして23インチの前輪を採用しステアリングヘッド位置が極端に高いフレームのXL250Sとは、エンジン以外の共通点は全く無い。独自の新機構である“スーパーロー・ギア”を設定。通常の1速（ロー・ギア）よりさらに変速比が大きいため駆動力がきわめて強く、登坂路（登坂能力約30度）、ぬかるみ、 砂地などで抜群の威力を発揮する。また、このスーパーロー・ギアと5速ミッションとがあいまって不整地、悪路、舗装路、ハイウェイにいたる広範囲の走行が可能である。
以下の変更を実施した。
- シングルシート+大型キャリアを採用（タンデムステップ標準装備）
- ヘッドライトにH4ハロゲンバルブ（60/55w）を採用
- キャブレータをPD70からPD10へ変更
- 2軸バランサーを1軸バランサーへ変更
- フロントホイールを18インチから19インチへ大径化し、油圧式ディスクブレーキをワイヤー式ドラムブレーキへ変更
- マニュアルトランスミッションを5段からCT250S専用ギア比のスーパーロー付6段へ変更
- 鉄製スキッドプレート、フロントフォークブーツを採用
- 低速での連続運転を想定し、インシュレーターの熱対策としてベークライト製ヒートインシュレーターを追加
- プライマリーキック式始動を廃止しセルフスタータを搭載（搭載エンジンは元来セルフスタータ装着の想定がなされておらず、本モデルとほぼ同時に発売されたCB250RS-Z[6]同様に後付けのピニオンギア飛び込み式セルフスターターを採用）
- 耐久性に優れたグリース封入タイプドライブチェーンを採用
- タンデムシート・センタースタンド・エンジンガードをオプション設定

XL250S・シルクロードギア比比較
| 車名         | XL250S | シルクロード |
| スーパーロー |        | 3.666        |
| 1速          | 2.800  | 2.352        |
| 2速          | 1.850  | 1.590        |
| 3速          | 1.375  | 1.240        |
| 4速          | 1.111  | 1.000        |
| 5速          | 0.900  | 0.838        |
| 1次減速比    | 2.379  | 2.379        |
| 最終減速比   | 3.785  | 3.642        |
| ------------ | ------ | ------------ |
上述のようにツーリング目的に特化させたオートバイともいえる。